# Нова вълна в британския хевиметъл
Нова вълна в британския хевиметъл (на английски: New Wave of British Heavy Metal, съкратено NWOBHM, произнася се „nuh-wobbum“) е музикално движение, явление в световната рок култура от края на 70-те – началото на 80-те години на XX век. Това словосъчетание се появява в края на 1970-те години във Великобритания като реакция на упадъка на първата вълна метъл банди (виж Британска инвазия) като Блек Сабат, Дийп Пърпъл, Лед Зепелин. NWOBHM намалява блус звученето, повлияло върху първите метъл групи, увеличава темпото и прави звука по-тежък. Идеята не е да стана широко популярен – предназначен е предимно за феновете на метъла. Счита се за основател на повечето производни от метъла жанрове.

## Характеристика
За разлика от прогресив рока (който набляга на музикалната сложност) и от пост пънка (който набляга на „странностите“ и иновациите) NWOBHM подчертава звука, скоростта, и точността. Игнориран от повечето критици във САЩ и Великобритания NWOBHM започва да доминира на хардрок сцената в началото и средата на 80-те. NWOBHM се характеризира с мощни акорди, бързи китарни сола и мелодични, извисяващи се вокали. Темите в текстовете често са вдъхновени от митологията и окултното.

## История

### Началото
Първи представители на стила, които правят впечатление, са групи като Angel Witch, Iron Maiden, Tygers of Pan Tang, Def Leppard, Motörhead, Blitzkrieg, Avenger, Sweet Savage, Girlschool, Saxon, Demon, Diamond Head, Samson и Tank. Имиджът на групи като Saxon (дълги коси, дънкови якета, кожи и вериги) ще стане синоним на хевиметъла като цяло. Фронтменът на Judas Priest Роб Халфорд допринася изключително много за този имидж, след като започва да купува сценичното си облекло от секс шопове.
Трябва да се отбележи, че през този период се създават стотици групи с изключително кратък живот. И докато по клубовете се търсят по-екстравагатните и забележими групи, звукозаписните компании сякаш търсят по-посредствените. Това води до издаване на голям брой демо записи от тази ера, като липсата на информация в обществото за групите и жанра прави така, че тези записи придобиват колекционерска стойност. Албуми, записани на учудващо ниска цена, са продадени впоследствие за стотици долари. В някои случаи има издадено само по едно копие от даден запис.

### Упадъкът
NWOBHM следва съдбата на много други музикални жанрове. Първо, мнозинството от водещите музиканти не могат да продължат първоначалния си успех. Второ, суперзвездите все повече се отдалечават от жанра си и се приближават към хардрока. В средата на 80-те младите фенове на рока се насочват към групи от Лос Анджелис като Mötley Crüe и по-късно Guns N' Roses. Звуокзаписните компании също обръщат погледа натам, понеже тези групи им донасят легиони женски фенове. Така глем метълът става много по-доходоносен за тях по това време.
Въпреки това Iron Maiden и Def Leppard задържат успеха си. Голяма част от успеха на Def Leppard се дължи на това, че те се търсели предимно на американския пазар. За разлика от тях Maiden се придържат към по-традиционното хевиметъл звучене, което им спечелва голяма и вярна публика. Saxon и Venom също успяват да оцелеят след упадъка на NWOBHM.

### Влияние
Групи като Saxon, Iron Maiden, Angel Witch и Venom, както и много по-малко известни групи, оказват силно влияние върху американски банди от началото на 80-те като Slayer, Megadeth и в голяма степен Metallica. В ранните си години Metallica правят много кавъри на групи като Diamond Head, Motörhead и Blitzkrieg.

### Възраждането
В края на 90-те и началото на 2000-те интернет спомага за комуникацията между феновете не NWOBHM. Това довежда до едно възраждане на жанра. Окуражени от трибют банди, много от оригиналните групи, представители на NWOBHM, се събират отново и поемат на успешни турнета.

## Списък с групи, свирещи в този жанр
- A II Z
- Angel Witch
- Atomkraft
- Avenger
- Battleaxe
- Blitzkrieg
- Cloven Hoof
- Def Leppard
- Demon
- Diamond Head
- Dumpy's Rusty Nuts
- Elixir
- Ethel the Frog
- Girlschool
- Grim Reaper
- Hollow Ground
- Holocaust
- Iron Maiden
- Jaguar
- Legend
- Magnum
- McCoy
- More
- Motörhead
- Pagan Altar
- Persian Risk
- Praying Mantis
- Quartz
- Raven
- Rock Goddess
- Samson
- Saxon
- Starfighters
- Sweet Savage
- Tank
- Tokyo Blade
- Trespass
- Tygers Of Pan Tang
- Urchin
- Vardis
- Venom
- White Spirit
- Witchfinder General
- Witchfynde